# 너라고 (It's You)
《너라고 (It's You)》는 대한민국의 음악 그룹 슈퍼주니어의 3집 리패키지 앨범의 타이틀 곡이다. 2009년 5월 14일 음원이 공개되었으며, 수록곡 4개 모두 3집의 C버전에 포함되어 있다.

## 설명
슈퍼주니어의 3집 리패키지 앨범의 타이틀 곡이다. 뮤직비디오는 드라마 버전과 댄스 버전이 있다. 댄스 버전은 원래 5월 14일 공개 예정이었으나, 12일에 뮤직비디오의 가편집본이 유출되어 퍼져 나가자, 소속사는 이를 앞당겨 12일 오후에 뮤직 비디오를 정식 공개했다. 17일〈Sorry, Sorry〉의 활동을 끝내고,《SBS 인기가요》로 후속곡 활동을 시작하였다. 뮤직비디오는 댄스 버전과 드라마 버전의 두 종류가 있다. 드라마 버전은 15일에 공개되었다. 뮤직비디오에는 13명 전원이 등장하나, 기범은 연기 연습으로 인해 활동을 하지 않았다.